# Кочубеївська сільська рада
Кочубе́ївська сільська́ ра́да — адміністративно-територіальна одиниця та орган місцевого самоврядування в Високопільському районі Херсонської області. Адміністративний центр — село Кочубеївка.

## Загальні відомості
Кочубеївська сільська рада утворена в 1915 році.
- Територія ради: 40,599 км²
- Населення ради: 984 особи (станом на 2001 рік)

## Населені пункти
Сільській раді були підпорядковані населені пункти:
- с. Кочубеївка
- с. Микільське
- с. Світлівка

## Склад ради
Рада складалася з 15 депутатів та голови.
- Голова ради: Дударь Іван Іванович
- Секретар ради: Денисюк Надія Василівна

### Керівний склад попередніх скликань
| Прізвище, ім'я, по батькові | Основні відомості                                                               | Дата обрання | Дата звільнення |
| --------------------------- | ------------------------------------------------------------------------------- | ------------ | --------------- |
| Дударь Іван Іванович        | Сільський голова, 1971 року народження, освіта середня спеціальна, безпартійний | 26.03.2006   | 31.10.2010      |
| Дударь Іван Іванович        | Сільський голова, 1971 року народження, освіта середня спеціальна, безпартійний | 31.10.2010   |                 |

Примітка: таблиця складена за даними сайту Верховної Ради України

### Депутати
За результатами місцевих виборів 2010 року депутатами ради стали:

#### За суб'єктами висування
| Суб'єкт висування                                       | Кількість обраних депутатів | %    |
| ------------------------------------------------------- | --------------------------- | ---- |
| Партія регіонів                                         | 9                           | 64,3 |
| Політична партія «Наша Україна»                         | 2                           | 14,3 |
| Самовисування                                           | 2                           | 14,3 |
| Політична партія Всеукраїнське об'єднання «Батьківщина» | 1                           | 7,1  |

#### За округами
| № округу                                                | Прізвище, ім'я, по батькові   | Дата визнання обраним | Освіта  | Партійна приналежність                        | Відомості про обраного депутата                        |
| ------------------------------------------------------- | ----------------------------- | --------------------- | ------- | --------------------------------------------- | ------------------------------------------------------ |
| Партія регіонів                                         |                               |                       |         |                                               |                                                        |
| 2                                                       | Денисюк Надія Василівна       | 01.11.2010            | середня | член Партії регіонів                          | Кочубеївська сільська рада, інженер-землевпорядник     |
| 3                                                       | Никитюк Володимир Ярославович | 01.11.2010            | середня | член Партії регіонів                          | тимчасово не працює                                    |
| 5                                                       | Горбатюк Людмила Леонівна     | 01.11.2010            | вища    | член Партії регіонів                          | тимчасово не працює                                    |
| 7                                                       | Грушко Андрій Володимирович   | 01.11.2010            | вища    | член Партії регіонів                          | одноосібник                                            |
| 8                                                       | Федінчик Світлана Анатоліївна | 01.11.2010            | вища    | член Партії регіонів                          | приватний підприємець                                  |
| 10                                                      | Баєв Віктор Васильович        | 01.11.2010            | вища    | член Партії регіонів                          | тимчасово не працює                                    |
| 12                                                      | Онищук Людмила Степанівна     | 01.11.2010            | середня | член Партії регіонів                          | тимчасово не працює                                    |
| 13                                                      | Лосінська Надія Віталіївна    | 01.11.2010            | вища    | член Партії регіонів                          | Пригір'ївська загальноосвітня школа І-ІІІ ст., вчитель |
| 14                                                      | Зелінська Алла Петрівна       | 01.11.2010            | середня | член Партії регіонів                          | тимчасово не працює                                    |
| Політична партія Всеукраїнське об'єднання «Батьківщина» |                               |                       |         |                                               |                                                        |
| 9                                                       | Кедровська Ольга Михайлівна   | 01.11.2010            | вища    | член Всеукраїнського об'єднання «Батьківщина» | Кочубеївська дільнична лікарня, сестра-господиня       |
| Політична партія «Наша Україна»                         |                               |                       |         |                                               |                                                        |
| 4                                                       | Косік Людмила Олексіївна      | 01.11.2010            | вища    | член Політичної партії «Наша Україна»         | Кочубеївська дільнична лікарня, медсестра              |
| 6                                                       | Голуб Мирослава Олександрівна | 01.11.2010            | вища    | член Політичної партії «Наша Україна»         | ПП Петелько І. В., продавець                           |
| Самовисування                                           |                               |                       |         |                                               |                                                        |
| 1                                                       | Монастирська Ірина Андріївна  | 01.11.2010            | вища    | позапартійна                                  | ПП Петелько І. В., продавець                           |
| 11                                                      | Нейсало Тетяна Вікторівна     | 01.11.2010            | вища    | позапартійна                                  | Кочубеївська дільнична лікарня, медсестра              |

## Населення
Згідно з переписом УРСР 1989 року чисельність наявного населення сільської ради становила 963 особи, з яких 437 чоловіків та 526 жінок.
За переписом населення України 2001 року в сільській раді мешкало 977 осіб.

### Мова
Розподіл населення за рідною мовою за даними перепису 2001 року:
| Мова       | Відсоток |
| ---------- | -------- |
| українська | 95,53 %  |
| російська  | 4,27 %   |
| білоруська | 0,20 %   |